# 惠阳专区
惠阳专区（惠阳地区），中华人民共和国已撤销的行政区划，在今广东省中南部。

## 惠阳专区
1956年设置专区，专员公署驻惠阳县（在今惠州市惠城区境）。辖原粤东行政区所属惠阳、河源、龙川、紫金、海丰、陆丰6县；原粤中行政区所属博罗、宝安、东莞、增城、龙门5县；原粤北行政区所属连平、和平2县。惠阳专区共辖13县。
1958年，析惠阳县的惠州镇设惠州市；析惠阳县置惠东县。
1959年，撤销惠州市和惠东县。同年，撤销惠阳专区：
- 将惠阳、增城、龙门、博罗、宝安、东莞6县划归佛山专区；
- 将海丰、紫金、陆丰3县划归汕头专区；
- 将连平、龙川、河源3县划归韶关专区。

1963年，复设惠阳专区，专署驻惠阳县。辖原属佛山专区的惠阳、博罗、宝安、东莞、增城、龙门6县；韶关专区的河源、连平、和平、龙川4县；汕头专区的紫金县。惠阳专区辖11县。
1964年，由惠州镇恢复惠州市。1965年，恢复惠东县。专区辖1市12县。

## 惠阳地区
1970年，撤销惠阳专区，改置惠阳地区，辖惠州、惠阳、博罗、惠东、宝安、东莞、增城、龙门、河源、连平、和平、龙川、紫金1市12县。
1975年，增城县、龙门县改属广州市，惠阳地区辖1市10县。
1979年，宝安县改设深圳市，由广东省直接管辖，惠阳地区辖1市9县。
1983年，撤销汕头地区，海丰、陆丰划归惠阳地区，惠阳地区辖1市11县。
1985年，撤销东莞县设东莞市，惠阳地区辖2市10县。
1988年，撤销惠阳地区。惠阳、博罗、惠东划归惠州市；河源、龙川、紫金、连平、和平划归河源市；海丰、陆丰划归汕尾市；广东省直接管辖东莞市。

## 同名区划
1994年撤销惠阳县改设惠阳市。2003年惠阳市撤销建制，改设惠州市惠阳区。